# ژوزف یگبا مایا
ژوزف یگبا مایا (انگلیسی: Joseph Yegba Maya؛ زادهٔ ۸ آوریل ۱۹۴۴) بازیکن فوتبال اهل کامرون بود.
از باشگاه‌هایی که در آن بازی کرده است می‌توان به باشگاه فوتبال المپیک مارسی، باشگاه فوتبال استراسبورگ، و باشگاه فوتبال والنسین اشاره کرد.
وی همچنین در تیم ملی فوتبال کامرون بازی کرده است.